# Saint-Bazile-de-Meyssac
Saint-Bazile-de-Meyssac è un comune francese di 158 abitanti situato nel dipartimento della Corrèze nella regione della Nuova Aquitania.

## Società

### Evoluzione demografica
Abitanti censiti